# 恆豐中心
22°18′16″N 114°10′19″E / 22.3045°N 114.1719°E
恆豐中心位於佐敦彌敦道216至228號，是一座結合商場及酒店的商業大廈，於1982年落成，由日本西松建設負責興建。商場「恆豐商場」位於二樓至地下二樓；三樓以上為恆豐酒店。大廈由李文華創立，現時由李卓民、曾昭穎家族經營。

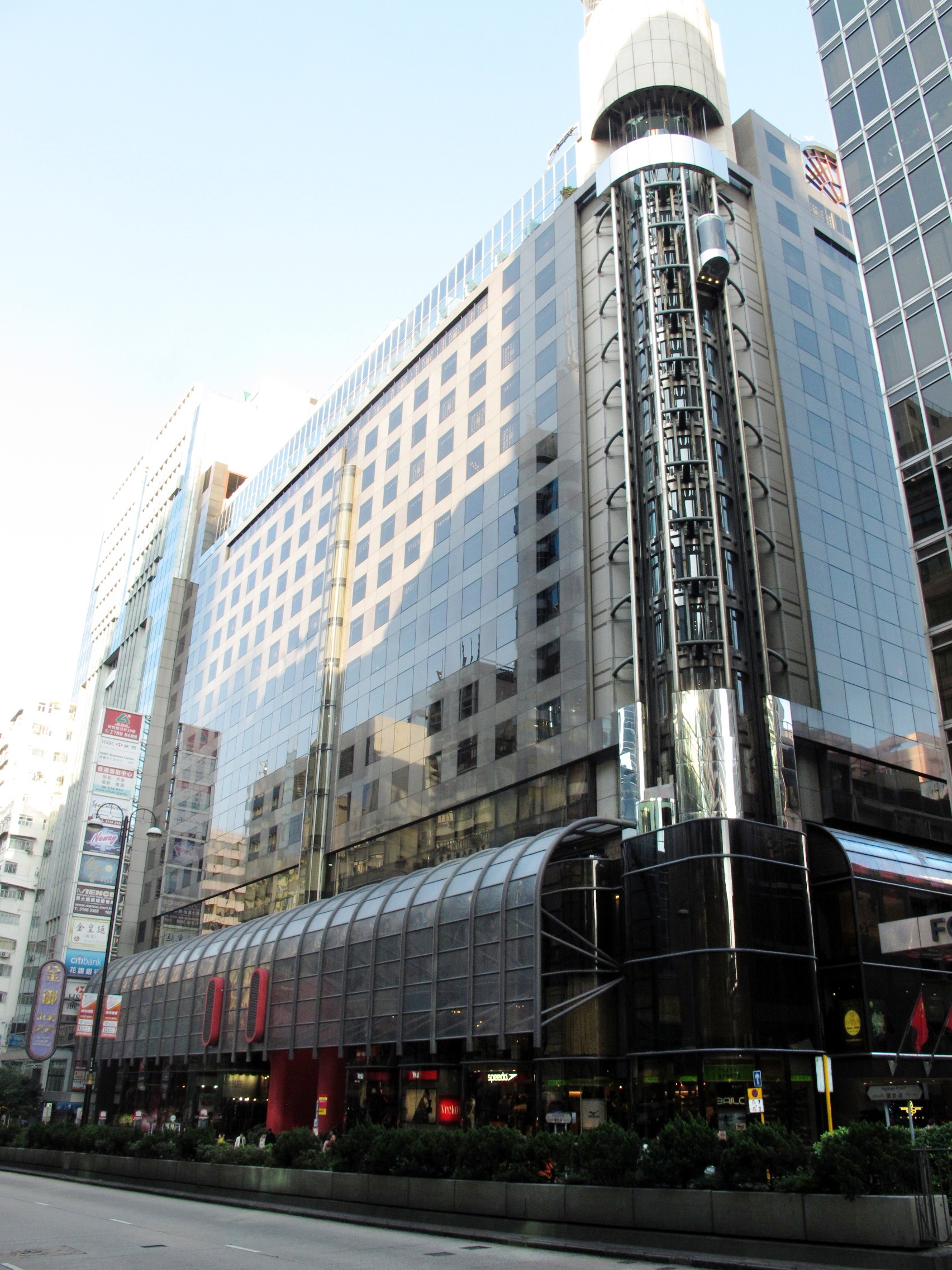
恆豐中心

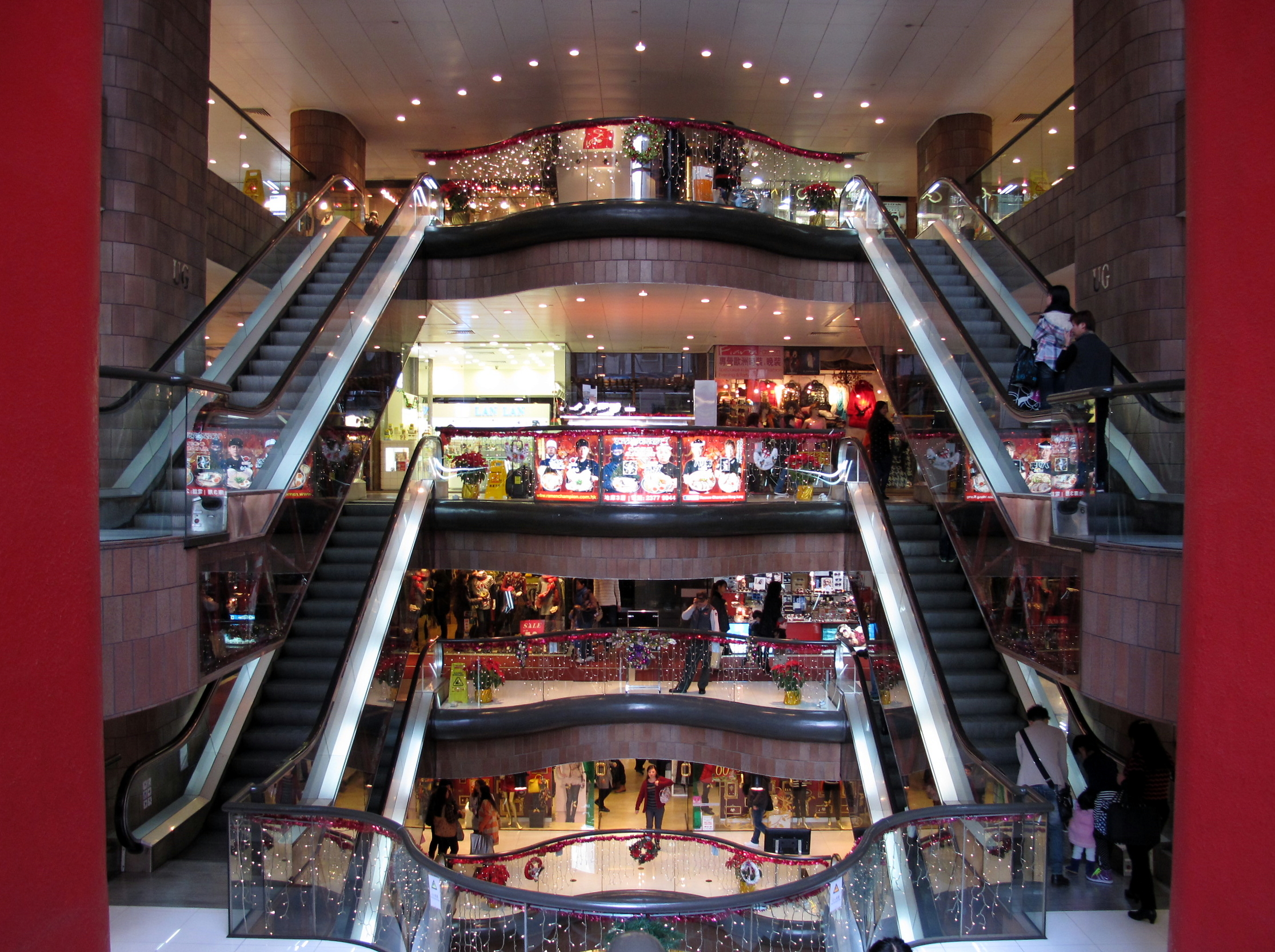
商場中庭

恆豐中心的前身是一排西式唐樓，其中李小龍一家五姊弟居住其中，報紙稱毗鄰新樂酒店（已結業）是李小龍常到之地。

## 鄰近
- 尖沙咀警署
- 莊士倫敦廣場
- 尖沙咀柏麗購物大道
- 半島酒店
- 美麗華酒店
- 德興街
- 德成街
- 佐敦道
- 富裕臺
- 覺士道
- 九龍公園
- 佐敦薈
- 山林道
- 聖安德烈堂

## 交通
港鐵
- █  荃灣綫：佐敦站E出入口
- █  屯馬綫：柯士甸站F出入口

專線巴士
專線小巴

## 外部參考
1. ↑  .   [2011-12-02]. （原始内容存档于2012-05-25）.
2. ↑  .   [2011-12-02]. （原始内容存档于2011-12-21）.
3. ↑  .   [2011-12-02]. （原始内容存档于2017-07-29）.
4. ↑  .   [2012-07-22]. （原始内容存档于2020-07-17）.
5. ↑  .   [2011-12-02]. （原始内容存档于2020-03-27）.